# تشاد موريس
تشاد موريس (بالإنجليزية: Chad Morris)‏ هو مدير فني أمريكي، ولد في 4 ديسمبر 1968 في إيدجوود في الولايات المتحدة.